# Саратога (Індіана)
Саратога (англ. Saratoga) — місто (англ. town) в США, в окрузі Рендолф штату Індіана. Населення — 231 особа (2020).

## Географія
Саратога розташована за координатами 40°14′13″ пн. ш. 84°54′57″ зх. д. / 40.23694° пн. ш. 84.91583° зх. д. (40.236818, -84.915838).  За даними Бюро перепису населення США в 2010 році місто мало площу 0,69 км², уся площа — суходіл.

## Демографія
Згідно з переписом 2010 року, у місті мешкали 254 особи в 102 домогосподарствах у складі 66 родин. Густота населення становила 370 осіб/км².  Було 124 помешкання (181/км²).
Расовий склад населення:
| - 98,8 % — білих |

До двох чи більше рас належало 0,4 %. Частка іспаномовних становила 2,0 % від усіх жителів.
За віковим діапазоном населення розподілялося таким чином: 28,7 % — особи молодші 18 років, 56,7 % — особи у віці 18—64 років, 14,6 % — особи у віці 65 років та старші. Медіана віку мешканця становила 36,5 року. На 100 осіб жіночої статі у місті припадало 84,1 чоловіків;  на 100 жінок у віці від 18 років та старших — 75,7 чоловіків також старших 18 років.
Середній дохід на одне домашнє господарство  становив 31 593 долари США (медіана — 25 893), а середній дохід на одну сім'ю — 38 580 доларів (медіана — 33 750). Медіана доходів становила 29 125 доларів для чоловіків та 31 875 доларів для жінок. За межею бідності перебувало 15,7 % осіб, у тому числі 0,0 % дітей у віці до 18 років та 11,1 % осіб у віці 65 років та старших.
Цивільне працевлаштоване населення становило 87 осіб. Основні галузі зайнятості: виробництво — 28,7 %, освіта, охорона здоров'я та соціальна допомога — 27,6 %, транспорт — 8,0 %, роздрібна торгівля — 8,0 %.